# Wilhelmsburg (Austria)
Wilhelmsburg – miasto w Austrii, w kraju związkowym Dolna Austria, w powiecie St. Pölten-Land. Według Austriackiego Urzędu Statystycznego liczyło 6 540 mieszkańców (1 stycznia 2014).